# کمبریج (اوهایو)
کمبریج(به انگلیسی: Cambridge) شهری در ایالت اوهایو کشور ایالات متحده آمریکا است که جمعیت آن در سرشماری سال ۲۰۱۰ میلادی، ۱۰٬۶۳۵ نفر بوده‌است.